# تصریف ضعیف
در دستور زبان، اصطلاح ضعیف (در اصل ابداع‌شده در زبان آلمانی: schwach) در برابر اصطلاح قوی (به آلمانی: stark) استفاده می‌شود، که صرف افعال یا صرف کلمات را زمانی که یک زبان دو سیستم موازی دارد، تعیین کند. تنها ویژگی ثابت در تمام کاربردهای گرامریِ اصطلاحِ «ضعیف» این است که یک قطبیت را در برابر اصطلاح «قوی» شکل می‌دهد؛ لزوماً هیچ ضرورتی ندارد که شکل تعیین‌شده ضعیف (به معنی کم‌توان) باشد.